# Damernas kajakcross i slalom i kanotsport vid olympiska sommarspelen 2024
Damernas kajakcross i slalom i kanotsport vid olympiska sommarspelen 2024 hölls mellan den 2 och 5 augusti 2024 på Stade nautique de Vaires-sur-Marne i Vaires-sur-Marne i Frankrike.
Det var första gången grenen kajakcross var med vid olympiska sommarspelen. Tävlingens format var så att den inleddes med ett tidsförsök för att bestämma varje kanotists seedning för runda 1 av tävlingen. Runda 1 innehöll en serie av 11 lopp med tre eller fyra tävlande i varje. De två bästa i varje lopp gick vidare till kvartsfinaler, medan resten gick vidare till återkval.
Återkvalet innehöll 5 lopp med samma format som runda 1. I alla lopp gick de två bästa tävlande vidare till kvartsfinaler, medan resten eliminerades. Kvartsfinalerna innehöll 8 lopp med fyra tävlande i varje. De två bästa i alla kvartsfinaler gick vidare till semifinalerna, där de två bästa i de två loppen gick vidare till finalen och de två sämsta gick till B-finalen som avgjorde platserna 5-8.
Guldet togs av australienska Noemie Fox, silvret av franska Angèle Hug och bronset togs av brittiska Kimberley Woods.

## Program
Alla tider är centraleuropeisk sommartid (UTC+2):
| Datum          | Tid               | Omgång                      |
| -------------- | ----------------- | --------------------------- |
| 2 augusti 2024 | 16:40             | Tidsförsök                  |
| 3 augusti 2024 | 15:30 18:05       | Runda 1 Återkval            |
| 4 augusti 2024 | 16:45             | Heats                       |
| 5 augusti 2024 | 15:30 16:15 16:43 | Kvartsfinal Semifinal Final |

## Resultat

### Tidsförsök
| Plac. | Nr. | Kanotist                  | Tid   | Anmärkning |
| ----- | --- | ------------------------- | ----- | ---------- |
| 1     | 4   | Camille Prigent (FRA)     | 70,33 |            |
| 2     | 3   | Jessica Fox (AUS)         | 70,84 |            |
| 3     | 21  | Mallory Franklin (GBR)    | 71,85 |            |
| 4     | 15  | Luuka Jones (NZL)         | 72,10 |            |
| 5     | 12  | Ana Sátila (BRA)          | 72,64 |            |
| 6     | 19  | Evy Leibfarth (USA)       | 72,66 |            |
| 7     | 5   | Ricarda Funk (GER)        | 72,89 |            |
| 8     | 10  | Noemie Fox (AUS)          | 73,09 |            |
| 9     | 6   | Mònica Dòria (AND)        | 73,15 |            |
| 10    | 8   | Angèle Hug (FRA)          | 73,27 |            |
| 11    | 31  | Antonie Galušková (CZE)   | 73,75 |            |
| 12    | 2   | Eva Terčelj (SLO)         | 74,00 |            |
| 13    | 16  | Elena Lilik (GER)         | 74,19 |            |
| 14    | 27  | Lena Teunissen (NED)      | 74,24 |            |
| 15    | 22  | Miren Lazkano (ESP)       | 74,77 |            |
| 16    | 1   | Kimberley Woods (GBR)     | 74,98 |            |
| 17    | 7   | Stefanie Horn (ITA)       | 75,19 |            |
| 18    | 18  | Klaudia Zwolińska (POL)   | 75,19 |            |
| 19    | 9   | Maialen Chourraut (ESP)   | 75,23 |            |
| 20    | 13  | Eliška Mintálová (SVK)    | 75,26 |            |
| 21    | 29  | Eva Alina Hočevar (SLO)   | 76,48 |            |
| 22    | 30  | Corinna Kuhnle (AUT)      | 76,55 |            |
| 23    | 36  | Chang Chu-han (TPE)       | 76,58 |            |
| 24    | 24  | Carole Bouzidi (ALG)      | 76,68 |            |
| 25    | 37  | Li Shiting (CHN)          | 77,40 |            |
| 26    | 14  | Viktoriia Us (UKR)        | 78,18 |            |
| 27    | 11  | Alena Marx (SUI)          | 78,29 |            |
| 28    | 35  | Marta Bertoncelli (ITA)   | 78,38 |            |
| 29    | 23  | Martina Wegman (NED)      | 78,64 |            |
| 30    | 17  | Zuzana Paňková (SVK)      | 79,36 |            |
| 31    | 32  | Aki Yazawa (JPN)          | 79,96 |            |
| 32    | 25  | Viktoria Wolffhardt (AUT) | 80,83 |            |
| 33    | 20  | Tereza Fišerová (CZE)     | 81,17 |            |
| 34    | 28  | Sofía Reinoso (MEX)       | 82,99 |            |
| 35    | 33  | Madison Corcoran (IRL)    | 83,49 |            |
| 36    | 34  | Haruka Okazaki (JPN)      | 84,16 |            |
| 37    | 26  | Lois Betteridge (CAN)     | 79,76 | FLT (R)    |

### Runda 1
Gick vidare till heats.
     Gick vidare till återkval.
| Plac. | Nr. | Kanotist              | anm.    |
| ----- | --- | --------------------- | ------- |
| 1     | 1   | Camille Prigent (FRA) |         |
| 2     | 12  | Eva Terčelj (SLO)     |         |
| 3     | 33  | Tereza Fišerová (CZE) | FLT (8) |

| Plac. | Nr. | Kanotist                  | anm. |
| ----- | --- | ------------------------- | ---- |
| 1     | 13  | Elena Lilik (GER)         |      |
| 2     | 2   | Jessica Fox (AUS)         |      |
| 3     | 32  | Viktoria Wolffhardt (AUT) |      |

| Plac. | Nr. | Kanotist               | anm.    |
| ----- | --- | ---------------------- | ------- |
| 1     | 3   | Mallory Franklin (GBR) |         |
| 2     | 14  | Lena Teunissen (NED)   |         |
| 3     | 31  | Aki Yazawa (JPN)       | FLT (4) |

| Plac. | Nr. | Kanotist             | anm. |
| ----- | --- | -------------------- | ---- |
| 1     | 15  | Miren Lazkano (ESP)  |      |
| 2     | 4   | Luuka Jones (NZL)    |      |
| 3     | 30  | Zuzana Paňková (SVK) |      |

| Plac. | Nr. | Kanotist              | anm.    |
| ----- | --- | --------------------- | ------- |
| 1     | 16  | Kimberley Woods (GBR) |         |
| 2     | 29  | Martina Wegman (NED)  |         |
| 3     | 5   | Ana Sátila (BRA)      | FLT (8) |

| Plac. | Nr. | Kanotist                | anm.    |
| ----- | --- | ----------------------- | ------- |
| 1     | 6   | Evy Leibfarth (USA)     |         |
| 2     | 28  | Marta Bertoncelli (ITA) |         |
| 3     | 17  | Stefanie Horn (ITA)     | FLT (2) |

| Plac. | Nr. | Kanotist                | anm. |
| ----- | --- | ----------------------- | ---- |
| 1     | 7   | Ricarda Funk (GER)      |      |
| 2     | 27  | Alena Marx (SUI)        |      |
| 3     | 18  | Klaudia Zwolińska (POL) |      |

| Plac. | Nr. | Kanotist                | anm.    |
| ----- | --- | ----------------------- | ------- |
| 1     | 8   | Noemie Fox (AUS)        |         |
| 2     | 26  | Viktoriia Us (UKR)      |         |
| 3     | 19  | Maialen Chourraut (ESP) |         |
| 4     | 37  | Lois Betteridge (CAN)   | FLT (4) |

| Plac. | Nr. | Kanotist               | anm.    |
| ----- | --- | ---------------------- | ------- |
| 1     | 9   | Mònica Dòria (AND)     |         |
| 2     | 20  | Eliška Mintálová (SVK) |         |
| 3     | 25  | Li Shiting (CHN)       |         |
| 4     | 36  | Haruka Okazaki (JPN)   | FLT (1) |

| Plac. | Nr. | Kanotist                | anm.    |
| ----- | --- | ----------------------- | ------- |
| 1     | 10  | Angèle Hug (FRA)        |         |
| 2     | 24  | Carole Bouzidi (ALG)    |         |
| 3     | 21  | Eva Alina Hočevar (SLO) | FLT (6) |
| 4     | 35  | Madison Corcoran (IRL)  | FLT (6) |

| \| Plac. \| Nr. \| Kanotist \| anm. \| \| ----- \| --- \| ----------------------- \| ----------- \| \| 1 \| 11 \| Antonie Galušková (CZE) \| \| \| 2 \| 34 \| Sofía Reinoso (MEX) \| \| \| 3 \| 23 \| Chang Chu-han (TPE) \| \| \| 4 \| 22 \| Corinna Kuhnle (AUT) \| FLT (R,2,3) \| |     |                         |             |
| Plac. | Nr. | Kanotist                | anm.        |
| 1 | 11  | Antonie Galušková (CZE) |             |
| 2 | 34  | Sofía Reinoso (MEX)     |             |
| 3 | 23  | Chang Chu-han (TPE)     |             |
| 4 | 22  | Corinna Kuhnle (AUT)    | FLT (R,2,3) |

### Återkval
Gick vidare till heats,
     Blev utslagen.
| Plac. | Nr. | Kanotist              | anm. |
| ----- | --- | --------------------- | ---- |
| 1     | 5   | Ana Sátila (BRA)      |      |
| 2     | 37  | Lois Betteridge (CAN) |      |
| 3     | 22  | Corinna Kuhnle (AUT)  |      |

| Plac. | Nr. | Kanotist             | anm. |
| ----- | --- | -------------------- | ---- |
| 1     | 17  | Stefanie Horn (ITA)  |      |
| 2     | 23  | Chang Chu-han (TPE)  |      |
| 3     | 36  | Haruka Okazaki (JPN) |      |

| Plac. | Nr. | Kanotist                | anm.    |
| ----- | --- | ----------------------- | ------- |
| 1     | 18  | Klaudia Zwolińska (POL) |         |
| 2     | 35  | Madison Corcoran (IRL)  |         |
| 3     | 25  | Li Shiting (CHN)        | FLT (8) |

| Plac. | Nr. | Kanotist                | anm. |
| ----- | --- | ----------------------- | ---- |
| 1     | 33  | Tereza Fišerová (CZE)   |      |
| 2     | 19  | Maialen Chourraut (ESP) |      |
| 3     | 30  | Zuzana Paňková (SVK)    |      |

| \| Plac. \| Nr. \| Kanotist \| anm. \| \| ----- \| --- \| ------------------------- \| ---- \| \| 1 \| 21 \| Eva Alina Hočevar (SLO) \| \| \| 2 \| 32 \| Viktoria Wolffhardt (AUT) \| \| \| 3 \| 31 \| Aki Yazawa (JPN) \| \| |     |                           |      |
| Plac. | Nr. | Kanotist                  | anm. |
| 1 | 21  | Eva Alina Hočevar (SLO)   |      |
| 2 | 32  | Viktoria Wolffhardt (AUT) |      |
| 3 | 31  | Aki Yazawa (JPN)          |      |

### Heats
Gick vidare till kvartsfinaler.
     Blev utslagen.
| Plac. | Nr. | Kanotist               | anm.    |
| ----- | --- | ---------------------- | ------- |
| 1     | 1   | Camille Prigent (FRA)  |         |
| 2     | 17  | Carole Bouzidi (ALG)   |         |
| 3     | 32  | Lois Betteridge (CAN)  |         |
| 4     | 16  | Eliška Mintálová (SVK) | FLT (8) |

| Plac. | Nr. | Kanotist                | anm.    |
| ----- | --- | ----------------------- | ------- |
| 1     | 9   | Elena Lilik (GER)       |         |
| 2     | 24  | Stefanie Horn (ITA)     |         |
| 3     | 25  | Klaudia Zwolińska (POL) |         |
| 4     | 8   | Antonie Galušková (CZE) | FLT (R) |

| Plac. | Nr. | Kanotist                | anm. |
| ----- | --- | ----------------------- | ---- |
| 1     | 5   | Noemie Fox (AUS)        |      |
| 2     | 28  | Maialen Chourraut (ESP) |      |
| 3     | 21  | Martina Wegman (NED)    |      |
| 4     | 12  | Jessica Fox (AUS)       |      |

| Plac. | Nr. | Kanotist                | anm.    |
| ----- | --- | ----------------------- | ------- |
| 1     | 13  | Luuka Jones (NZL)       |         |
| 2     | 4   | Ricarda Funk (GER)      |         |
| 3     | 20  | Marta Bertoncelli (ITA) |         |
| 4     | 29  | Chang Chu-han (TPE)     | FLT (R) |

| Plac. | Nr. | Kanotist                  | anm. |
| ----- | --- | ------------------------- | ---- |
| 1     | 3   | Evy Leibfarth (USA)       |      |
| 2     | 19  | Alena Marx (SUI)          |      |
| 3     | 14  | Eva Terčelj (SLO)         |      |
| 4     | 30  | Viktoria Wolffhardt (AUT) |      |

| Plac. | Nr. | Kanotist              | anm. |
| ----- | --- | --------------------- | ---- |
| 1     | 11  | Kimberley Woods (GBR) |      |
| 2     | 6   | Mònica Dòria (AND)    |      |
| 3     | 27  | Tereza Fišerová (CZE) |      |
| 4     | 22  | Sofía Reinoso (MEX)   |      |

| Plac. | Nr. | Kanotist                | anm.    |
| ----- | --- | ----------------------- | ------- |
| 1     | 7   | Angèle Hug (FRA)        |         |
| 2     | 23  | Ana Sátila (BRA)        |         |
| 3     | 10  | Miren Lazkano (ESP)     |         |
| 4     | 26  | Eva Alina Hočevar (SLO) | FLT (6) |

| Plac. | Nr. | Kanotist               | anm. |
| ----- | --- | ---------------------- | ---- |
| 1     | 2   | Mallory Franklin (GBR) |      |
| 2     | 18  | Viktoriia Us (UKR)     |      |
| 3     | 15  | Lena Teunissen (NED)   |      |
| 4     | 31  | Madison Corcoran (IRL) |      |

### Kvartsfinaler
Gick vidare till semifinaler.
     Blev utslagen.
| Plac. | Nr. | Kanotist              | anm. |
| ----- | --- | --------------------- | ---- |
| 1     | 9   | Elena Lilik (GER)     |      |
| 2     | 17  | Carole Bouzidi (ALG)  |      |
| 3     | 1   | Camille Prigent (FRA) |      |
| 4     | 24  | Stefanie Horn (ITA)   |      |

| Plac. | Nr. | Kanotist                | anm.    |
| ----- | --- | ----------------------- | ------- |
| 1     | 5   | Noemie Fox (AUS)        |         |
| 2     | 13  | Luuka Jones (NZL)       |         |
| 3     | 28  | Maialen Chourraut (ESP) |         |
| 4     | 4   | Ricarda Funk (GER)      | FLT (5) |

| Plac. | Nr. | Kanotist              | anm.    |
| ----- | --- | --------------------- | ------- |
| 1     | 11  | Kimberley Woods (GBR) |         |
| 2     | 19  | Alena Marx (SUI)      |         |
| 3     | 3   | Evy Leibfarth (USA)   |         |
| 4     | 6   | Mònica Dòria (AND)    | FLT (2) |

| Plac. | Nr. | Kanotist               | anm.    |
| ----- | --- | ---------------------- | ------- |
| 1     | 7   | Angèle Hug (FRA)       |         |
| 2     | 23  | Ana Sátila (BRA)       |         |
| 3     | 18  | Viktoriia Us (UKR)     |         |
| 4     | 2   | Mallory Franklin (GBR) | FLT (R) |

### Semifinaler
Gick vidare till final.
     Gick vidare till B-finalen.
| Plac. | Nr. | Kanotist             | anm.    |
| ----- | --- | -------------------- | ------- |
| 1     | 5   | Noemie Fox (AUS)     |         |
| 2     | 9   | Elena Lilik (GER)    |         |
| 3     | 17  | Carole Bouzidi (ALG) | FLT (6) |
| 4     | 13  | Luuka Jones (NZL)    | FLT (5) |

| Plac. | Nr. | Kanotist              | anm. |
| ----- | --- | --------------------- | ---- |
| 1     | 11  | Kimberley Woods (GBR) |      |
| 2     | 7   | Angèle Hug (FRA)      |      |
| 3     | 23  | Ana Sátila (BRA)      |      |
| 4     | 19  | Alena Marx (SUI)      |      |

### Finaler
| Plac. | Nr. | Kanotist              | anm.    |
| ----- | --- | --------------------- | ------- |
| 1     | 5   | Noemie Fox (AUS)      |         |
| 2     | 7   | Angèle Hug (FRA)      |         |
| 3     | 11  | Kimberley Woods (GBR) |         |
| 4     | 9   | Elena Lilik (GER)     | FLT (2) |

| Plac. | Nr. | Kanotist             | anm. |
| ----- | --- | -------------------- | ---- |
| 1     | 13  | Luuka Jones (NZL)    |      |
| 2     | 19  | Alena Marx (SUI)     |      |
| 3     | 17  | Carole Bouzidi (ALG) |      |
| 4     | 23  | Ana Sátila (BRA)     |      |

### Total placering
| Plac. | Nr. | Kanotist                  |
| ----- | --- | ------------------------- |
| 1     | 5   | Noemie Fox (AUS)          |
| 2     | 7   | Angèle Hug (FRA)          |
| 3     | 11  | Kimberley Woods (GBR)     |
| 4     | 9   | Elena Lilik (GER)         |
| 5     | 13  | Luuka Jones (NZL)         |
| 6     | 19  | Alena Marx (SUI)          |
| 7     | 17  | Carole Bouzidi (ALG)      |
| 8     | 23  | Ana Sátila (BRA)          |
| 9     | 1   | Camille Prigent (FRA)     |
| 10    | 3   | Evy Leibfarth (USA)       |
| 11    | 18  | Viktoriia Us (UKR)        |
| 12    | 28  | Maialen Chourraut (ESP)   |
| 13    | 2   | Mallory Franklin (GBR)    |
| 14    | 4   | Ricarda Funk (GER)        |
| 15    | 6   | Mònica Dòria (AND)        |
| 16    | 24  | Stefanie Horn (ITA)       |
| 17    | 22  | Miren Lazkano (ESP)       |
| 18    | 2   | Eva Terčelj (SLO)         |
| 19    | 27  | Lena Teunissen (NED)      |
| 20    | 35  | Marta Bertoncelli (ITA)   |
| 21    | 23  | Martina Wegman (NED)      |
| 22    | 18  | Klaudia Zwolińska (POL)   |
| 23    | 20  | Tereza Fišerová (CZE)     |
| 24    | 26  | Lois Betteridge (CAN)     |
| 25    | 31  | Antonie Galušková (CZE)   |
| 26    | 3   | Jessica Fox (AUS)         |
| 27    | 13  | Eliška Mintálová (SVK)    |
| 28    | 28  | Sofía Reinoso (MEX)       |
| 29    | 29  | Eva Alina Hočevar (SLO)   |
| 30    | 36  | Chang Chu-han (TPE)       |
| 31    | 25  | Viktoria Wolffhardt (AUT) |
| 32    | 33  | Madison Corcoran (IRL)    |
| 33    | 30  | Corinna Kuhnle (AUT)      |
| 34    | 37  | Li Shiting (CHN)          |
| 35    | 17  | Zuzana Paňková (SVK)      |
| 36    | 32  | Aki Yazawa (JPN)          |
| 37    | 34  | Haruka Okazaki (JPN)      |